# Hydraena vodozi
Hydraena vodozi är en skalbaggsart som beskrevs av Sainte-claire Deville 1908. Hydraena vodozi ingår i släktet Hydraena och familjen vattenbrynsbaggar. Inga underarter finns listade i Catalogue of Life.